# Oxytropis bosculensis
Oxytropis bosculensis är en ärtväxtart som beskrevs av Vitaliǐ Petrovich Goloskokov. Oxytropis bosculensis ingår i släktet klovedlar, och familjen ärtväxter. Inga underarter finns listade i Catalogue of Life.